# Brand New Entertainment
Brand New Entertainment ist ein 1990 gegründetes israelisches Musiklabel. Es ist musikalisch nicht festgelegt und verzeichnet in seiner Labelhistorie Popmusiker ebenso wie Rapper oder Heavy-Metal-Gruppen. Auf Discogs finden sich nach dem Jahr 2008 keine Veröffentlichungen mehr.

## Veröffentlichungen (Auswahl)
- 1991: U2 – Achtung Baby
- 1994: Substance for God – Assembly of Flowers
- 1996: Dog Eat Dog – Play Games
- 1996: Type O Negative – October Rust
- 1998: 2Pac – Greatest Hits (Kompilation)
- 1999: Britney Spears – Born to Make You Happy (Single)
- 1999: Infected Mushroom – The Gathering
- 2000: *NSYNC – No Strings Attached